# Euphorbia perrieri
Euphorbia perrieri är en törelväxtart som beskrevs av Emmanuel Drake del Castillo. Euphorbia perrieri ingår i släktet törlar, och familjen törelväxter. IUCN kategoriserar arten globalt som sårbar.
Den är endemisk för Madagaskar och har uppkallats efter den franske botanikern Joseph Marie Henry Alfred Perrier de la Bâthie.

## Underarter
Arten delas in i följande underarter:
- E. p. elongata
- E. p. perrieri

## Bildgalleri

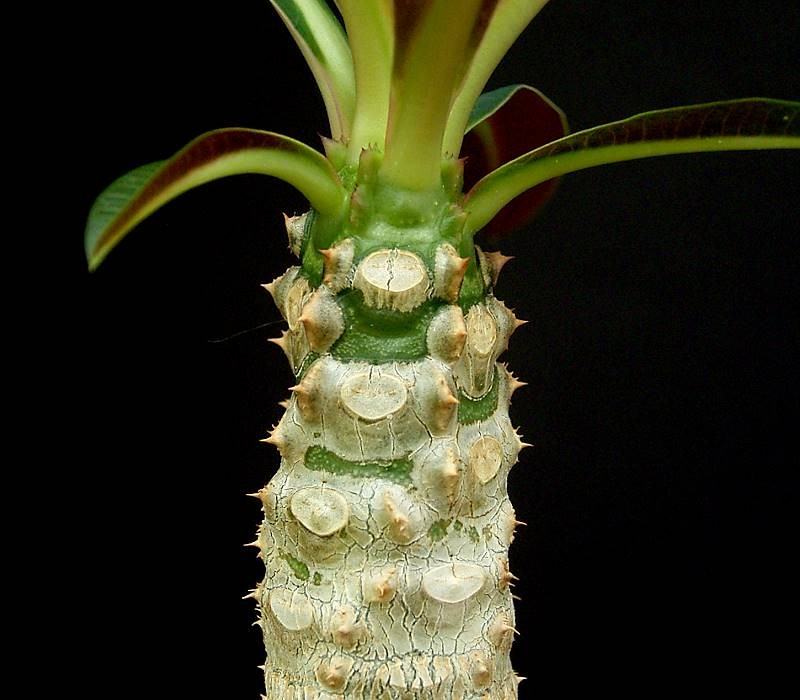
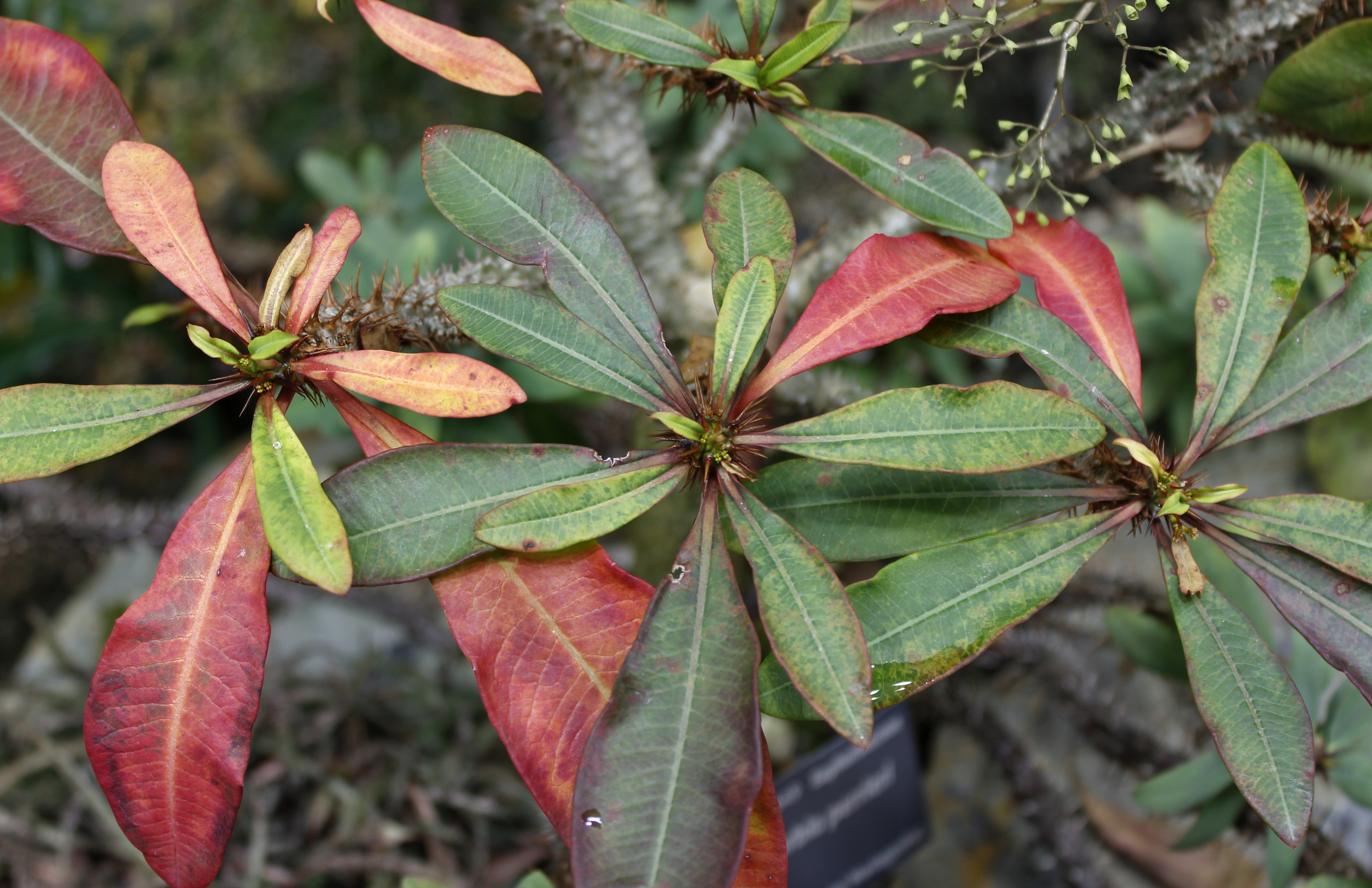